# Igreja Mundial do Messias
A Igreja Mundial do Messias é uma organização religiosa japonesa sediada na cidade de Atami, província de Shizuoka criada por Mokiti Okada (respeitosamente intitulado como Meishu-Sama).

## Visão Geral
A Igreja Mundial do Messias foi fundada em 1950 por Meishu-Sama que renomeou sua organização religiosa e declarou que trabalharia para guiar e salvar a humanidade em consonância com o cristianismo. Com base nessa declaração, a igreja é dirigida por Kyoshu-Sama, o Quarto Líder Espiritual, o Sr. Yoiti Okada, neto de Mokiti Okada, e seu filho, o Sr. Masaaki Okada, que é o representante e sucessor do atual Líder Espiritual. 
Sob o lema “a versão completa do cristianismo”, as atividades são baseadas nas verdadeiras três colunas da salvação “oração, alimentação e canção”, que incluem a salvação por meio da oração, a promoção da dieta vegana e o louvor a Deus por meio da música. 

## Divindade
Javé, Jeová
O Senhor Deus. 

## Trono de Kyoshu-Sama
- Primeiro Líder: Mokiti Okada
- Segunda Líder: Yoshi Okada (1897 - 24 de janeiro de 1962) Esposa de Mokiti Okada
- Terceira Líder: Itsuki Okada (1927 - 4 de setembro de 2013) Filha de Mokichi Okada
- Quarto e atual Líder: Yoiti Okada (4 de fevereiro de 1998 - ) Neto de Mokiti Okada

O bisneto de Mokiti Okada, Masaaki Okada (que recebeu seu doutorado em Estudos Religiosos pela Universidade de Londres), está servindo como representante e sucessor de Kyoshu-Sama. 

## Sagradas Palavras
- As Sagradas Palavras de Meishu-Sama, Nidai-Sama, Sandai-Sama, Kyoshu-Sama e Masaaki-Sama
- Bíblia

## Igrejas pelo mundo
Atualmente existem 160 igrejas no Japão.  Além do Japão, a igreja existe nos Estados Unidos, Peru, Bolívia, Brasil, Austrália, Coreia do Sul, Taiwan, Tailândia, Filipinas, Reino Unido, Portugal, Angola e República Democrática do Congo.

## Solos Sagrados
No dia 7 de julho de 2024, foi realizada em Angola, África, uma cerimônia de inauguração e consagração do Solo Sagrado da Terra reunindo 20.000 pessoas. 
Dia 8 de junho de 2025: o dia de Pentecostes deste ano. Kyoshu-Sama santificou e consagrou o pedaço de terra em Koshikiiwa, na cidade de Nishinomiya, Japão. Eis que nasceu o Solo Sagrado do Fogo.

## Visão de mundo
A Igreja Mundial do Messias reconhece que Meishu-Sama nasceu de novo como o Messias, também reconhece que Jesus Cristo é o Messias e possui a ideia universal de que toda a humanidade possui a alma do Messias, a alma de Cristo.
Enquanto o cristianismo tem uma visão religiosa tradicional de espera pela vinda do Messias e pela segunda vinda de Cristo, a Igreja Mundial do Messias prega que o Messias já chegou ao coração de cada indivíduo.

## Oração
Na Igreja Mundial do Messias o Johrei é realizado por Deus, ininteruptamente 24 horas por dia. Meishu-Sama repetidamente afirmou em seus últimos anos que o Johrei de mão levantada é uma questão secundária, que de agora em diante é mundo do sonen, e que ele havia descoberto um novo Johrei através do sonen. Ele prega que o sonen, isto é, a oração, é a coisa mais importante. 

## Alimentação
O Masaaki-Sama reafirma as seguintes Sagradas Palavras de Meishu-Sama e baseia sua diretriz nisso, a Igreja Mundial do Messias está promovendo a dieta vegana  .
- Meishu-Sama curou sua doença através do vegetarianismo
- Meishu-Sama disse: "Uma das condições para o Mundo de Miroku é a dieta vegana."
- Meishu-Sama praticava uma dieta vegetariana rigorosa quando estava doente e até curou a doença de sua esposa por meio de uma dieta vegetariana.
- Meishu-Sama fez com que os membros doentes praticassem o vegetarianismo, afirmando que "sem exceção, eles alcançaram bons resultados".
- Meishu-Sama alertava sobre os efeitos nocivos da carne no organismo

Segundo o Masaaki-Sama, a promoção da dieta vegana é baseada em uma perspectiva bíblica. Em Hebreus na Nova Versão Internacional (NVI) diz: "Por isso, quando Cristo veio ao mundo, disse: "Sacrifício e oferta não quiseste, mas um corpo me preparaste;" (Capítulo 10, Versículo 5). "Pelo cumprimento dessa vontade fomos santificados, por meio do sacrifício do corpo de Jesus Cristo, oferecido uma vez por todas. Dia após dia, todo sacerdote apresenta-se e exerce os seus deveres religiosos; repetidamente oferece os mesmos sacrifícios, que nunca podem remover os pecados. Mas quando este sacerdote acabou de oferecer, para sempre, um único sacrifício pelos pecados, assentou-se à direita de Deus. Daí em diante, ele está esperando até que os seus inimigos sejam colocados como estrado dos seus pés; porque, por meio de um único sacrifício, ele aperfeiçoou para sempre os que estão sendo santificados." (10:10-14), que é a base para a declaração de que "Deus não deseja nem gosta de oferta de carne", e que "os pecados da humanidade foram expiados pela oferta de Jesus Cristo a Deus, então não há necessidade de oferecer carne a Deus para a expiação dos pecados, e não há necessidade de comer carne que Deus não deseja nem gosta." 

### Agricultura Natural
A partir da década de 1950, muito antes de a agricultura orgânica sem pesticidas começar a atrair atenção no Japão, Meishu-Sama pesquisou, praticou e promoveu seu próprio método exclusivo de agricultura sem pesticidas, chamada de agricultura natural. 
Entretanto, à medida que a igreja passou por mudanças subsequentes, os métodos agrícolas naturais rigorosos que Meishu-Sama praticava originalmente não foram mais praticados. 
Nessa situação, o representante de Kyoshu-Sama, Masaaki-Sama, propôs reviver os métodos agrícolas naturais originais praticados por Meishu-Sama. 
Atualmente, a Igreja Mundial do Messias segue sua diretriz de não usar pesticidas, fertilizantes ou EM, nenhum esterco (de humanos ou animais), usar sementes fixas ou nativas que não sejam F1 e usar composto de fontes naturais, como folhas caídas. 

## Canção
Foram realizados vários concertos beneficentes sob o nome "Coro Messias".
Um Concerto Beneficente de Natal para a Reconstrução de Izuyama foi realizado no centro comunitário Kiunkaku, na cidade de Atami, no dia 22 de dezembro de 2022. As vítimas do desastre do deslizamento de terra na área de Izuyama foram convidadas a participar gratuitamente e todas as taxas de admissão geral foram doadas à cidade de Atami. 
No dia 27 de agosto de 2023, foi realizado no Osaka City Central Public Hall, o Concerto Beneficente Coro Messias 2023 em Osaka. Todas as doações dos participantes e todos os lucros do concerto foram doados à Cruz Vermelha Japonesa. 
Em 20 de outubro de 2023, na Prefeitura de Aichi, foi realizado no Centro de Detenção Juvenil de Seto um concerto de aos jovens internos. 
Em 26 de novembro de 2024, foi realizado um concerto na Capela Yuri do Centro Comunitário Osaka Minakami do centro de assistência infantil Haruka Gakuen. 

## nota de rodapé
1. ↑  «世界メシア教». 世界メシア教. Consultado em 14 de janeiro de 2025
2. ↑  世界メシア教. «真明様「教主代行」ご就位について». Facebook. Consultado em 15 de janeiro de 2025
3. ↑  世界メシア教. [S.l.]: 世界メシア教出版・デザイン部. 15 de junho de 2024 Texto "和書" ignorado (ajuda)
4. ↑  世界メシア教. «アンゴラ「土の聖地」が誕生». Facebook. Consultado em 15 de janeiro de 2025
5. ↑  «世界メシア教 -真明様-». sekaimeshiakyo.org. Consultado em 4 de julho de 2025
6. ↑  «浄霊». 世界メシア教. Consultado em 14 de janeiro de 2024
7. ↑  «新時代の⾷ 〜明主様の願いをお受けして〜» (PDF). 世界メシア教. 1 de setembro de 2023. Consultado em 14 de janeiro de 2025
8. ↑  «神様が望まれるバーベキューとは». 世界メシア教. Consultado em 15 de janeiro de 2025
9. ↑  世界メシア教. «真明様が指し示される真の自然農法を». Facebook. Consultado em 15 de janeiro de 2025
10. ↑  コーラス・メシア. «伊豆山復興クリスマスチャリティーコンサート». Facebook. Consultado em 15 de janeiro de 2025
11. ↑  コーラス・メシア. «コーラス・メシア チャリティーコンサート2023 in Osaka». Facebook. Consultado em 15 de janeiro de 2025
12. ↑  コーラス・メシア. «瀬戸少年院に「ハレルヤコーラス」の歌声を». Facebook. Consultado em 15 de janeiro de 2025
13. ↑  コーラス・メシア. «ハレルヤ・プロジェクト第2回コンサート». Facebook. Consultado em 15 de janeiro de 2025

## Links externos
- 世界メシア教 - site oficial
- Igreja Mundial do Messias no Facebook
- Igreja Mundial do Messias no Instagram
- コーラス・メシア
- コーラス・メシア no Facebook